# Ель-Індіо (Техас)
Ель-Індіо (англ. El Indio) — переписна місцевість (CDP) в США, в окрузі Маверік штату Техас. Населення — 182 особи (2020).

## Географія
Ель-Індіо розташований за координатами 28°30′32″ пн. ш. 100°18′26″ зх. д. / 28.50889° пн. ш. 100.30722° зх. д. (28.508925, -100.307239).  За даними Бюро перепису населення США в 2010 році переписна місцевість мала площу 4,56 км², з яких 4,53 км² — суходіл та 0,03 км² — водойми.

## Демографія
Згідно з переписом 2010 року, у переписній місцевості мешкало 190 осіб у 54 домогосподарствах у складі 46 родин. Густота населення становила 42 особи/км².  Було 67 помешкань (15/км²).
Расовий склад населення:
| - 90,5 % — білих - 3,7 % — чорних або афроамериканців - 5,3 % — осіб інших рас |

До двох чи більше рас належало 0,5 %. Частка іспаномовних становила 88,9 % від усіх жителів.
За віковим діапазоном населення розподілялося таким чином: 29,5 % — особи молодші 18 років, 52,6 % — особи у віці 18—64 років, 17,9 % — особи у віці 65 років та старші. Медіана віку мешканця становила 37,7 року. На 100 осіб жіночої статі у переписній місцевості припадало 91,9 чоловіків;  на 100 жінок у віці від 18 років та старших — 81,1 чоловіків також старших 18 років.
За межею бідності перебувало 40,7 % осіб, у тому числі 100,0 % дітей у віці до 18 років та 41,4 % осіб у віці 65 років та старших.
Цивільне працевлаштоване населення становило 87 осіб. Основні галузі зайнятості: транспорт — 59,8 %, освіта, охорона здоров'я та соціальна допомога — 25,3 %, мистецтво, розваги та відпочинок — 14,9 %.